# 奈爾峰
46°30′23″N 9°47′15″E / 46.50625°N 9.78744°E

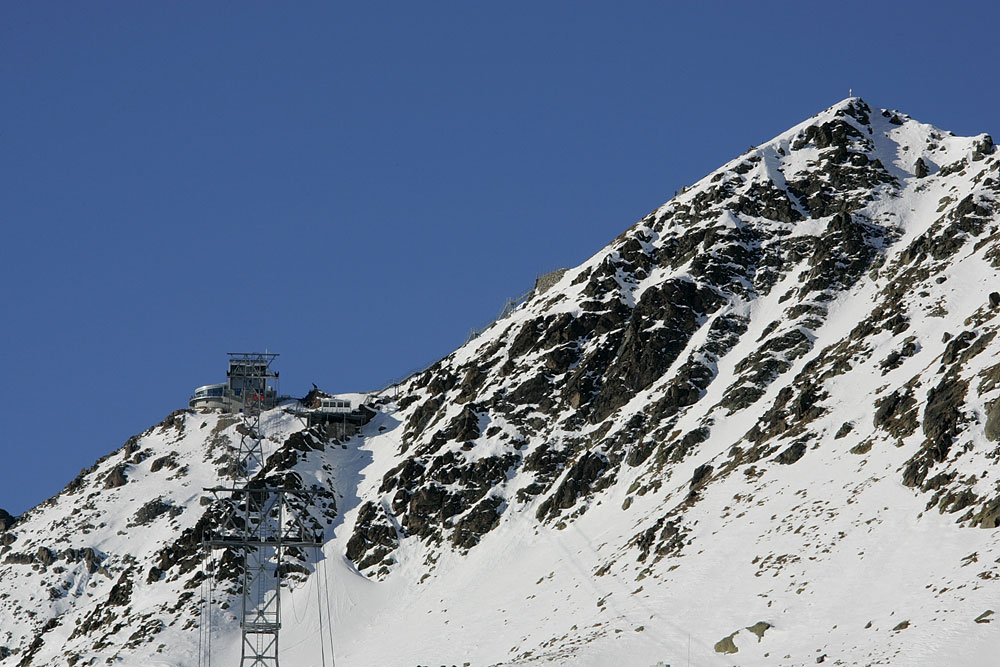

奈爾峰（Piz Nair），是瑞士的山峰，位於該國東部，由格勞賓登州負責管轄，屬於阿爾布拉山脈的一部分，該山峰俯瞰聖莫里茨，海拔高度3,055米。